# Championnats d'Europe de slalom (canoë-kayak) 2019
Navigation
2018 2020
Les championnats d'Europe de slalom de canoë-kayak 2019 se déroulent au stade d’eaux vives Pau Béarn Pyrénées (France) du 29 mai au 2 juin 2019. 

## Résultats

### Hommes

#### Canoë
| Épreuves                    | Or                                              | Or     | Argent                                                | Argent | Bronze                                             | Bronze |
| --------------------------- | ----------------------------------------------- | ------ | ----------------------------------------------------- | ------ | -------------------------------------------------- | ------ |
| Canoë monoplace par équipes | Slovénie Benjamin Savšek Luka Božič Anže Berčič | 102.25 | France Denis Gargaud Chanut Martin Thomas Cédric Joly | 102.41 | Russie Dmitrii Khramtsov Kirill Setkin Pavel Kotov | 104.61 |
| Canoë monoplace             | Slovénie Benjamin Savšek                        | 98.59  | France Martin Thomas                                  | 99.38  | Allemagne Sideris Tasiadis                         | 100.77 |

#### Kayak
| Épreuves                    | Or                                                   | Or    | Argent                                             | Argent | Bronze                                                   | Bronze |
| --------------------------- | ---------------------------------------------------- | ----- | -------------------------------------------------- | ------ | -------------------------------------------------------- | ------ |
| Kayak monoplace par équipes | Tchéquie Jiří Prskavec Vít Přindiš Vavřinec Hradilek | 95.72 | Slovénie Peter Kauzer Niko Testen Martin Srabotnik | 97.91  | Allemagne Hannes Aigner Sebastian Schubert Stefan Hengst | 100.09 |
| Kayak monoplace             | Slovénie Vít Přindiš                                 | 93.67 | Pologne Dariusz Popiela                            | 94.44  | France Quentin Burgi                                     | 94.91  |

### Dames

#### Canoë
| Épreuves                    | Or                                                              | Or     | Argent                                               | Argent | Bronze                                                  | Bronze |
| --------------------------- | --------------------------------------------------------------- | ------ | ---------------------------------------------------- | ------ | ------------------------------------------------------- | ------ |
| Canoë monoplace par équipes | Grande-Bretagne Mallory Franklin Kimberley Woods Sophie Ogilvie | 127.14 | Allemagne Elena Apel Andrea Herzog Jasmin Schornberg | 127.43 | Tchéquie Tereza Fišerová Eva Říhová Kateřina Havlíčková | 131.19 |
| Canoë monoplace             | Grande-Bretagne Mallory Franklin                                | 109.50 | Espagne Nuria Vilarrubla                             | 120.15 | Grande-Bretagne Kimberley Woods                         | 125.39 |

#### Kayak
| Épreuves                    | Or                                                    | Or     | Argent                                              | Argent | Bronze                                                       | Bronze |
| --------------------------- | ----------------------------------------------------- | ------ | --------------------------------------------------- | ------ | ------------------------------------------------------------ | ------ |
| Kayak monoplace par équipes | France Marie-Zélia Lafont Lucie Baudu Camille Prigent | 114.08 | Allemagne Ricarda Funk Jasmin Schornberg Elena Apel | 115.07 | Autriche Corinna Kuhnle Viktoria Wolffhardt Nina Weratschnig | 120.25 |
| Kayak monoplace             | Tchéquie Amálie Hilgertová                            | 104.95 | Grande-Bretagne Mallory Franklin                    | 105.14 | Allemagne Jasmin Schornberg                                  | 107.52 |

## Tableau des médailles
| Rang  | Nation          | Or | Argent | Bronze | Total |
| ----- | --------------- | -- | ------ | ------ | ----- |
| 1     | Slovénie        | 3  | 1      | 0      | 4     |
| 2     | Tchéquie        | 2  | 0      | 1      | 3     |
| 3     | Grande-Bretagne | 2  | 1      | 1      | 4     |
| 4     | France          | 1  | 2      | 1      | 4     |
| 5     | Allemagne       | 0  | 2      | 3      | 5     |
| 6     | Espagne         | 0  | 1      | 0      | 1     |
| 6     | Pologne         | 0  | 1      | 0      | 1     |
| 8     | Autriche        | 0  | 0      | 1      | 1     |
| 8     | Russie          | 0  | 0      | 1      | 1     |
| Total | Total           | 8  | 8      | 8      | 24    |